# Орден Пирогова
О́рден Пирого́ва — государственная награда Российской Федерации. Учреждён Указом Президента Российской Федерации от 19 июня 2020 года № 404 «Об учреждении ордена Пирогова и медали Луки Крымского».
Награда носит имя русского хирурга, учёного и педагога Николая Ивановича Пирогова (1810—1881), считающегося основоположником военно-полевой хирургии, а также хирургии как научной дисциплины. Награждаются орденом граждане России за самоотверженность при оказании медицинской помощи в условиях чрезвычайных ситуаций, эпидемий, военных действий и других обстоятельствах, сопряжённых с риском для жизни, заслуги в области практической медицинской деятельности и высокоэффективную организацию работы по диагностике, профилактике и лечению особо опасных заболеваний, вклад в укрепление общественного здоровья, предупреждение возникновения и развития инфекционных и неинфекционных заболеваний, а также в иных случаях, указанных в статуте. В определённых статутом ордена случаях награды могут быть удостоены иностранные граждане за оказание медицинской помощи в сложных клинических случаях, лечение особо опасных заболеваний, активное участие в научной деятельности российских медицинских организаций и иные заслуги. Девиз ордена Пирогова — «Милосердие, долг, самоотверженность».
В наградной системе СССР отсутствовали государственные награды, носящие имя Пирогова, однако предложение учредить орден Пирогова было впервые выдвинуто в годы Великой Отечественной войны и обсуждалось на высшем уровне в послевоенное время. Сохранились эскизы проектов ордена Пирогова за авторством различных советских художников и архитекторов, однако ни один проект так и не был реализован. Учреждение ордена Пирогова в современной России произошло в условиях пандемии COVID-19: первыми кавалерами награды стали медицинские работники и волонтёры, отличившиеся в борьбе с распространением коронавирусной инфекции.

## Исторический контекст

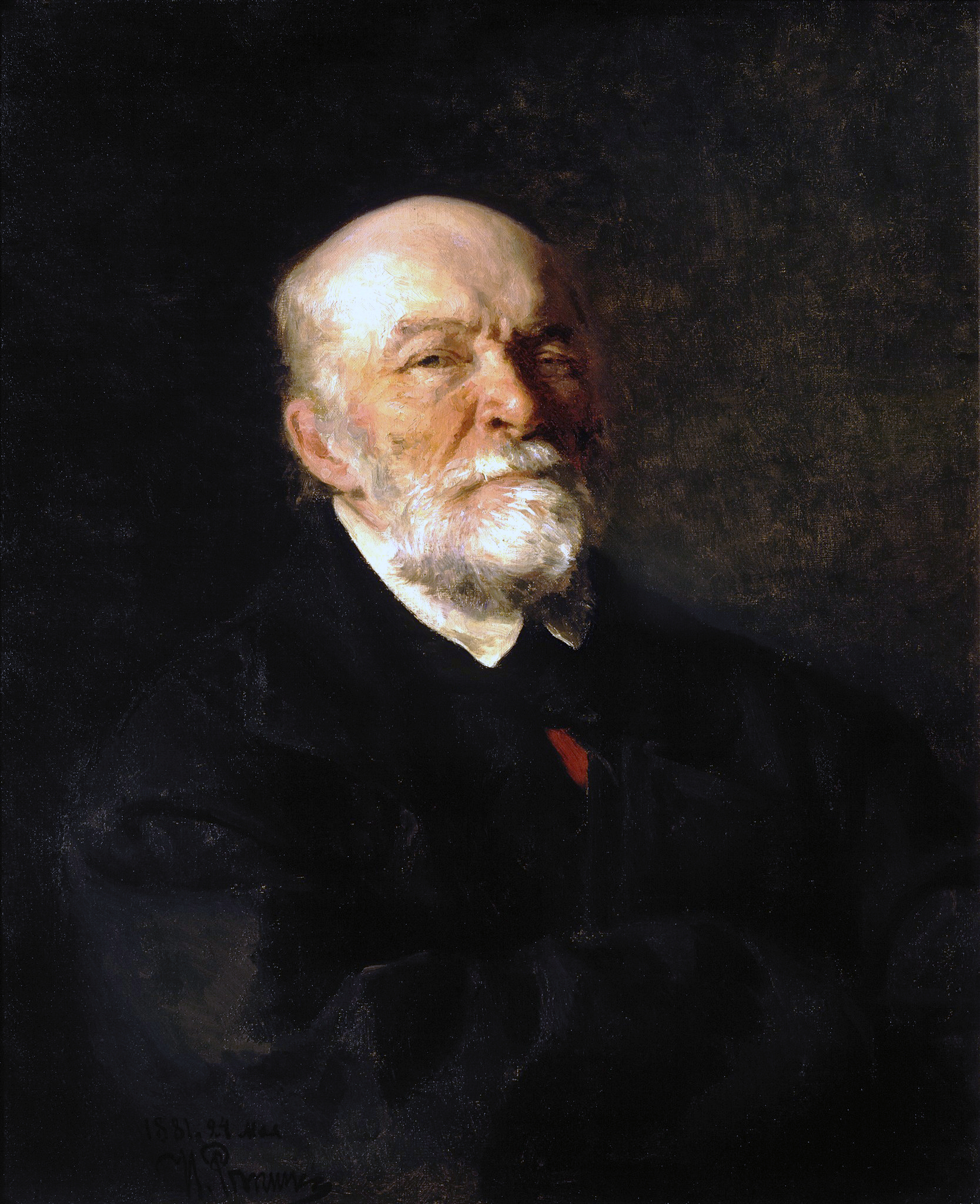
Портрет Н. И. Пирогова кисти И. Е. Репина, 1881 год

Николай Иванович Пирогов родился 13 [25] ноября 1810 года в Москве. В 1828 году окончил отделение врачебных (медицинских) наук медицинского факультета Императорского Московского университета, в 1828—1832 годах специализировался по хирургии в профессорском институте, открытом при Императорском Дерптском университете для подготовки будущих профессоров российских университетов. В 1833 году Пирогову была присвоена учёная степень доктора медицины, в 1836 году он был избран профессором теоретической и практической хирургии в Императорском Дерптском университете, а ещё через десять лет стал членом-корреспондентом Петербургской академии наук.
Пирогов считается основоположником военно-полевой хирургии, а также одним из основоположников хирургии как научной медицинской дисциплины. Именно Пироговым впервые в мире был применён наркоз в военно-полевой обстановке; это произошло в ходе Салтинского сражения в 1847 году. В годы Крымской войны Пирогов являлся главным хирургом Севастополя, который в течение 11 месяцев находился на осадном положении; в последующие годы в качестве консультанта он также находился на фронтах франко-прусской войны 1870—1871 годов и русско-турецкой войны 1877—1878 годов. В 1854 году, оперируя раненых участников обороны Севастополя, Пирогов впервые в истории русской медицины применил неподвижную гипсовую повязку в военно-полевых условиях. В своих работах учёный также отмечал важность профилактической медицины, единства лечения и эвакуации раненых, а также их сортировки. Скончался Пирогов 23 ноября [5 декабря] 1881 года. Его именем назван ряд медицинских учреждений, в частности, Российский национальный исследовательский медицинский университет.

## Предпосылки появления и учреждение ордена

### Советский проект ордена Пирогова
Как отмечал историк-фалерист В. А. Дуров, идея учреждения ордена, носящего имя Пирогова, в качестве награды для офицеров-медиков возникла в годы Великой Отечественной войны. Обсуждались также такие вопросы, как возрождение солдатских Георгиевских крестов, учреждение ордена Дениса Давыдова для награждения партизан и даже возможность введения ордена Железной звезды в противовес немецкому Железному кресту; ни один из вышеперечисленных проектов так и не был реализован.
Доктор исторических наук, профессор С. С. Илизаров обращает внимание на то, что в результате исследования документов Отдела науки ЦК КПСС, относящихся к периоду 1942—1953 годов, стало известно о подготовке проекта учреждения государственных наград для учёных за заслуги в области науки и успехи в педагогической деятельности: предлагалось учредить ордена, носящие имена М. В. Ломоносова, Д. И. Менделеева, Н. И. Пирогова и И. П. Павлова. «Первое впечатление при знакомстве с историей неудавшейся попытки введения орденской системы для ученых было шокирующим, поскольку из пелены минувшего проступал ещё один яркий штрих прошлого, которое лучше бы забыть, чем помнить», — пишет исследователь.
Илизаров обращает внимание на документы отдела пропаганды и агитации ЦК ВКП(б) о проектах орденов Ломоносова, Менделеева, Пирогова и Павлова, в частности, на докладную записку, адресованную секретарю ЦК ВКП(б) А. А. Жданову. Учёный отмечает, что данные материалы содержат в себе информацию, достаточную для понимания основных обстоятельств попытки учреждения новых наград. «Так, по словам авторов записки Отдела пропаганды и агитации ЦК ВКП(б), датированной 2 июля 1946 г., они исполняли ранее данное поручение Секретариата ЦК ВКП(б), и вопрос об орденах предварительно обсуждался в ЦК. О дате заседания нам неизвестно. Очевидно, оно происходило в 1944 г. (не позднее апреля 1945 г.), поскольку именно на заседании было дано указание подготовить эскизы орденов», — пишет он. Также Илизаров указывает, что большая часть эскизов орденов датирована 1945 годом. В другом документе, секретной справке председателя Всесоюзного комитета по делам высшей школы при СНК СССР С. В. Кафтанова от 7 мая 1945 года, адресованной секретарю ЦК ВКП(б) Г. М. Маленкову, речь шла о постановке перед правительством вопроса об учреждении «медалей имени выдающихся русских ученых». «Если Кафтанов не оговорился, то можно предположить, что первоначально выдвигалась идея учредить лишь медали», — резюмирует Илизаров.
Сохранились эскизы ордена Пирогова, выполненные аспирантом Академии архитектуры М. В. Першиным, архитекторами-художниками А. К. Барутневым и Я. О. Рубанчиком, архитектором А. Н. Лансере, художником А. Е. Лопухиным. С. С. Илизаров характеризует проекты Лансере как наиболее выразительные и по-своему монументальные; проекты Барутнева и Рубанчика, а также Першина, по мнению учёного, отличаются определённой оригинальностью, а эскизы Лопухина — «эклектичны по архитектуре и аляповаты по цветовому решению».
Советским орденом Пирогова, согласно проекту статута, предполагалось награждать деятелей науки «за выдающиеся достижения в области медицинских наук и успехи в подготовке высококвалифицированных кадров». Награда должна была иметь две степени: орден Пирогова I степени предназначался для награждения академиков, действительных членов академий наук и докторов наук «за создание собственного научного направления, оказавшего плодотворное влияние на развитие науки», «за выдающиеся научные открытия и изобретения, составившие значительный этап в развитии теории и лечебной медицины» и другие заслуги; орден Пирогова II степени следовало вручать как учёным, имеющим право на награждение орденом I степени, так и членам-корреспондентам академий наук, профессорам, не имеющим учёной степени доктора наук, кандидатам наук, доцентам, научным работникам НИИ и преподавателям высших учебных заведений за такие заслуги, как «выдающиеся экспериментальные и теоретические исследования, явившиеся крупным вкладом в развитие науки», «крупные научные открытия и изобретения, составившие значительный вклад в теорию или лечебную медицину» и т. д. Старшей наградой по отношению к ордену Пирогова должен был стать орден Менделеева, а младшей — орден Павлова.
Говоря о причинах того, почему проект ордена Пирогова, как и проекты других подобных наград, не был реализован, С. С. Илизаров отмечает, что по данному вопросу «можно лишь строить правдоподобные объяснения». Исследователь высказывает мнение, что учреждение новых наград планировалось к празднованию победы СССР в Великой Отечественной войне и 220-летия Академии наук СССР, однако успеть воплотить проекты в реальность вовремя не удалось. «А вскоре над головами советской интеллигенции нависли зловещие тени, которые все более и более сгущались, и 28 апреля 1947 г. дело об орденах направили в архив, где втайне оно покоилось почти полвека», — подводит итог он. Отчасти выразили несогласие с мнением Илизарова академик РАН А. Д. Ноздрачёв и кандидат медицинских наук Е. Л. Поляков, подчеркнувшие, что попытка учреждения наград, носящих имена русских учёных, была связана не только с празднованием юбилея АН СССР, но и являлась логическим продолжением процесса по восстановлению и пропаганде в СССР отменённых российских национальных традиций. «Остаётся пока неясно, почему столь скрупулёзно документально обоснованная, подкреплённая тщательно выполненными эскизами разумная идея учреждения орденов имени выдающихся учёных так и не была осуществлена», — указывают учёные.

### Орден Пирогова в наградной системе России
До 2020 года в России, как и в СССР, не существовало ни специализированных орденов, предназначенных для награждения за медицинские заслуги, ни орденов, носящих имя Н. И. Пирогова: в советские годы медицинским работникам присваивались почётные звания «Заслуженный врач РСФСР» и «Народный врач СССР», в Российской Федерации были введены аналогичные звания «Заслуженный врач Российской Федерации» и «Заслуженный работник здравоохранения Российской Федерации». В качестве общественной награды орден Пирогова был учреждён 17 апреля 2004 года Европейской академией естественных наук; информационное агентство «РИА Новости» называло данный орден «одной из самых почётных наград в медицинской среде». В 2014 году Российское общество историков медицины выступило с инициативой учреждения медали Пирогова в качестве ведомственной награды Министерства здравоохранения РФ. Авторы инициативы полагали, что такой награды могли бы быть удостоены врачи, учёные, педагоги и представители среднего медицинского персонала «за выдающиеся достижения в профессиональной, научной, педагогической и лечебной деятельности».

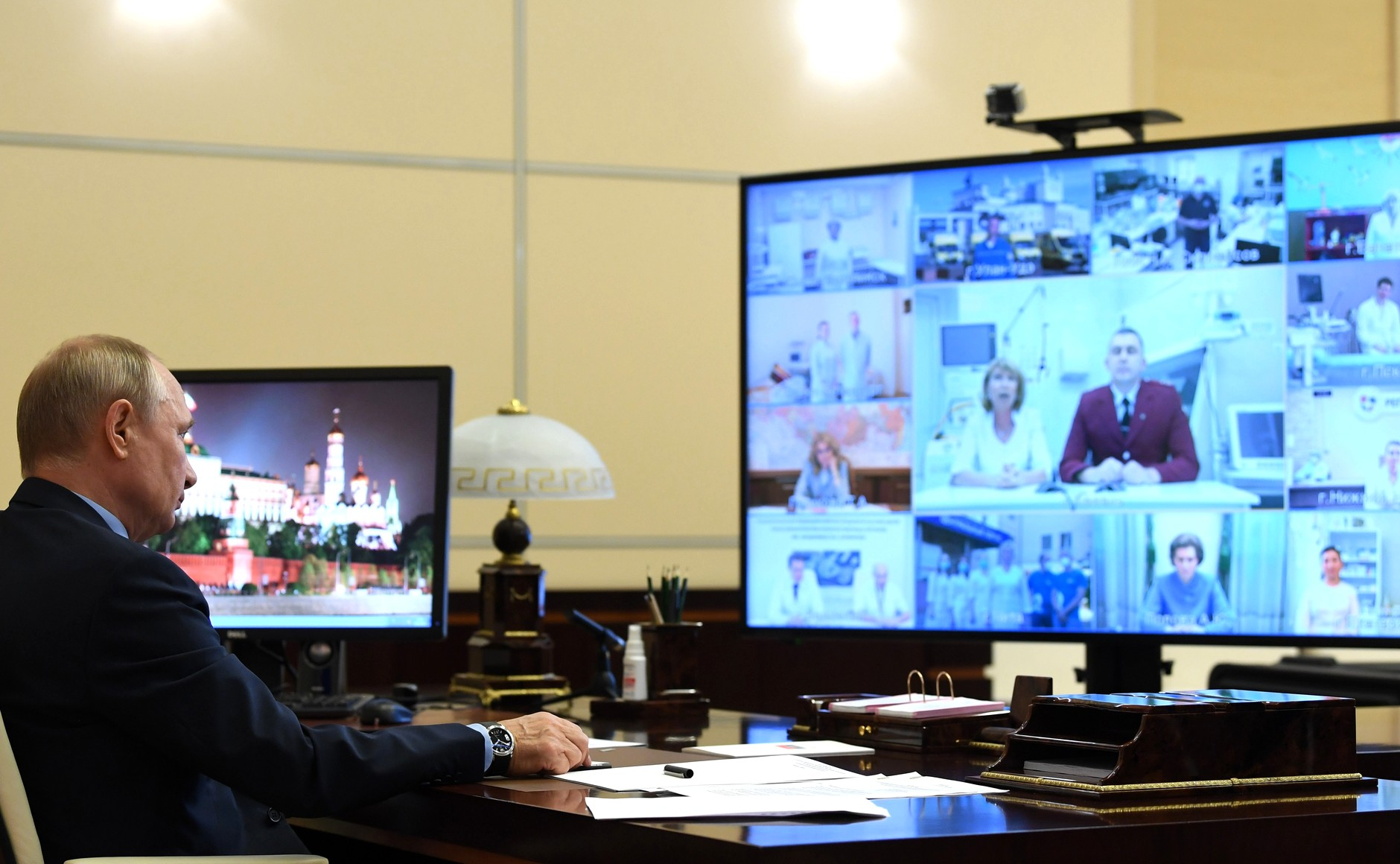
Владимир Путин на встрече с медицинскими работниками в режиме видеосвязи, 20 июня 2020 года

В декабре 2019 года в Ухане (провинция Хубэй, Китай) была зафиксирована вспышка коронавирусной инфекции COVID-19, вызванной коронавирусом SARS-CoV-2. 30 января 2020 года Всемирная организация здравоохранения объявила эту вспышку чрезвычайной ситуацией в области общественного здравоохранения, имеющей международное значение, а 11 марта — пандемией. В России инфекция COVID-19 к середине апреля 2020 года была выявлена во всех субъектах федерации. 26 мая 2020 года президент России В. В. Путин заявил о том, что пик эпидемии в России пройден. В июне 2020 года заместитель Председателя Правительства РФ Т. А. Голикова объявила о том, что пик заболеваемости COVID-19 в России пришёлся на 11 мая: в этот день количество выявленных инфицированных за сутки составило 11 656 человек. Количество умерших от COVID-19 в России по официальным данным к концу лета 2020 года превысило 17 тысяч человек; официальные статистические данные по количеству заражённых и умерших в России при этом неоднократно подвергались критике, в том числе зарубежными средствами массовой информации.
На фоне распространения COVID-19 в России было принято решение об учреждении новых государственных наград, предназначенных для поощрения отличившихся в условиях эпидемии медицинских работников; В. В. Путин заявил, что «беспримерные свершения во имя своего народа, Родины, безусловно, достойны особого поощрения со стороны государства». Указом Президента Российской Федерации от 19 июня 2020 года № 404 были утверждены статут и описание ордена Пирогова. Как отмечало издание «РБК», орден Пирогова стал первым орденом, учреждённым в России с 2012 года: 3 мая 2012 года президент России Д. А. Медведев учредил орден Святой великомученицы Екатерины. Одновременно с орденом Пирогова этим же президентским указом была учреждена медаль Луки Крымского.

## Статут ордена

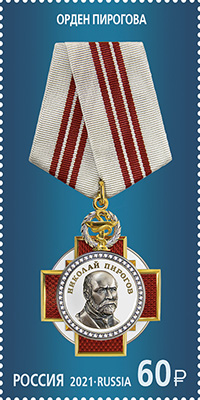
Орден Пирогова на почтовой марке России 2021 года из серии «Государственные награды Российской Федерации»

Согласно статуту награды, утверждённому Указом Президента Российской Федерации от 19 июня 2020 года № 404 «Об учреждении ордена Пирогова и медали Луки Крымского» (с изменениями по указу от 19 ноября 2021 года № 665), орденом Пирогова награждаются граждане Российской Федерации в следующих случаях:
- за самоотверженность при оказании медицинской помощи в условиях чрезвычайных ситуаций, эпидемий, военных действий и в других обстоятельствах, сопряжённых с риском для жизни;
- за заслуги в области практической медицинской деятельности и высокоэффективную организацию работы по диагностике, профилактике и лечению особо опасных заболеваний;
- за вклад в укрепление общественного здоровья, предупреждение возникновения и развития инфекционных и неинфекционных заболеваний;
- за заслуги в области медицинских наук, разработку и внедрение инновационных методов профилактики, диагностики и лечения заболеваний, медицинской реабилитации;
- за заслуги, связанные с разработкой лекарственных средств, проведением их доклинических исследований, проведением клинических исследований новых лекарственных препаратов;
- за заслуги в подготовке квалифицированных кадров для российских медицинских организаций;
- за заслуги, связанные с организацией оказания скорой медицинской помощи, предоставлением соответствующих высококачественных услуг, а также с осуществлением высококвалифицированного стационарного ухода за пациентами;
- за заслуги в оказании медицинской помощи в условиях чрезвычайных ситуаций, эпидемий, военных действий и в других обстоятельствах, сопряженных с риском для жизни;
- за заслуги, связанные с предоставлением гражданам высококачественных социальных услуг, осуществлением квалифицированного стационарного ухода и ухода на дому за гражданами, нуждающимися в социальном обслуживании;
- за заслуги в организации предоставления и предоставлении мер социальной поддержки нуждающимся гражданам;
- за личные заслуги в осуществлении благотворительной и иной общественно полезной деятельности по поддержке хосписов, госпиталей, больниц и иных медицинских организаций;
- за заслуги в развитии добровольческой деятельности (волонтёрства), сохранении и приумножении традиций милосердия, за безвозмездную и бескорыстную помощь людям, реализацию социально значимых проектов и программ, популяризацию здорового образа жизни.

Статутом ордена также устанавливается, что данной награды могут быть удостоены иностранные граждане «за оказание медицинской помощи в сложных клинических случаях, лечение особо опасных заболеваний, активное участие в научной деятельности российских медицинских организаций и иные заслуги».
Награждение орденом Пирогова гражданина России производится, как правило, при условии наличия у гражданина, представленного к ордену, иной государственной награды Российской Федерации. Также статутом допускается награждение орденом посмертно.
Знак ордена носится на левой стороне груди и при наличии других орденов Российской Федерации располагается после знака ордена «За морские заслуги». Для особых случаев и возможного повседневного ношения предусматривается ношение миниатюрной копии знака ордена, которая располагается после миниатюрной копии знака ордена «За морские заслуги». При ношении на форменной одежде ленты ордена на планке она располагается после ленты ордена «За морские заслуги». На гражданской одежде носится лента ордена Пирогова в виде розетки, которая располагается на левой стороне груди.

## Описание

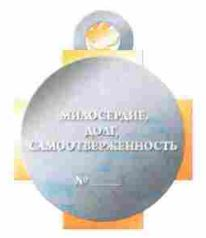
Оборотная сторона знака ордена

Знак ордена Пирогова изготавливается из серебра. Он представляет собой четырёхконечный прямой крест, покрытый красной эмалью. По краям креста располагается узкий выпуклый рант золотистого цвета.
На крест наложен круглый серебряный медальон с выпуклым бортиком, покрытый белой эмалью, на расстоянии 2 миллиметров от внешнего бортика находится внутренний выпуклый бортик, между бортиками по окружности медальона расположены фианиты. В поле медальона размещён погрудный портрет Н. И. Пирогова вполоборота вправо. Над портретом помещена надпись золотистого цвета рельефными буквами: «НИКОЛАЙ ПИРОГОВ». Крест наложен на круглую платформу, покрытую белой эмалью. Между лучами креста располагаются пирамиды. На верхнюю часть креста наложен оливковый венок, внутри которого расположена Гиппократова чаша — чаша, обвитая змеей, золотистого цвета.
На оборотной стороне знака расположена состоящая из рельефных прямых букв надпись «МИЛОСЕРДИЕ, ДОЛГ, САМООТВЕРЖЕННОСТЬ», являющаяся девизом ордена. Под девизом располагается номер ордена.
Знак ордена Пирогова при помощи ушка и кольца соединяется с пятиугольной колодкой, обтянутой шёлковой, муаровой лентой белого цвета с тремя продольными полосками красного цвета посередине ленты. Ширина ленты составляет 24 миллиметра, ширина полоски по центру — 3 миллиметра, ширина полосок слева и справа от неё — по 2 миллиметра, а расстояние между полосками — 1 миллиметр.
Миниатюрная копия знака ордена Пирогова носится на колодке. Расстояние между концами креста составляет 15,4 миллиметра, высота колодки от вершины нижнего угла до середины верхней стороны — 19,2 миллиметра, длина верхней стороны — 10 миллиметров, длина каждой из боковых сторон — 10 миллиметров, длина каждой из сторон, образующих нижний угол, — также 10 миллиметров.
При ношении на форменной одежде ленты ордена Пирогова используется планка высотой 8 миллиметров, ширина ленты составляет 24 мм. На ленте ордена Пирогова в виде розетки крепится миниатюрное изображение знака ордена из металла с эмалью. Расстояние между концами креста составляет 13 миллиметров, а диаметр розетки — 15 миллиметров.

## Кавалеры

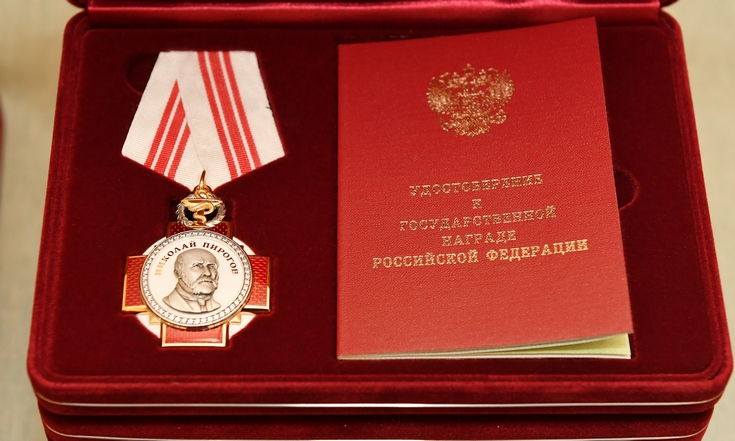
Орден Пирогова с удостоверением

Первые награждения орденом Пирогова были произведены 21 июня 2020 года: в этот день в России отмечался День медицинского работника. Указом Президента Российской Федерации № 407 награды с формулировкой «за большой вклад в борьбу с коронавирусной инфекцией (COVID-19), самоотверженность и высокий профессионализм, проявленные при исполнении врачебного долга» были удостоены 1175 человек, а Указом Президента Российской Федерации № 408 с формулировкой «за большой вклад в борьбу с коронавирусной инфекцией (COVID-19), самоотверженный труд, проявленный при исполнении профессионального долга» — 630 человек.
Средства массовой информации обратили внимание на посмертное награждение орденом жительницы Карсуна (Ульяновская область) Светланы Анурьевой. Девушка, обучавшаяся в Карсунском медицинском колледже, стала волонтёром в феврале 2019 года; во время эпидемии коронавирусной инфекции она развозила продукты пенсионерам, самостоятельно выполнив, по данным портала «Волонтёры-медики», 30 заявок за месяц. В мае 2020 года Анурьева была госпитализирована, медики диагностировали у неё рак четвёртой степени. 12 мая волонтёр была выписана из больницы и вновь приступила к помощи нуждающимся, однако 22 мая была вновь госпитализирована, а 31 мая скончалась. На необходимость отметить заслуги Анурьевой обратили внимание участники общероссийской акции «Мы вместе» на встрече с президентом. 29 июня 2020 года Указом Президента Российской Федерации № 431 с формулировкой «за самоотверженность, проявленную в борьбе с коронавирусной инфекцией (COVID-19)» Анурьева была посмертно награждена орденом Пирогова.
Указом Президента Российской Федерации № 675 орденом Пирогова с формулировкой «за большой вклад в развитие здравоохранения, организацию работы по предупреждению и предотвращению распространения коронавирусной инфекции (COVID-19), многолетний добросовестный труд» была награждена руководитель Федерального медико-биологического агентства (в 2012—2020 годах — министр здравоохранения Российской Федерации)  В. И. Скворцова.